# Jacques Penot (historien)
Pour les articles homonymes, voir Jacques Penot.
Jacques Penot est un historien et universitaire français, spécialiste du Mexique. Il est professeur à l'Université de Nice depuis 1989.

## Publications
- Les relations entre la France & le Mexique de 1808 à 1840 : un chapitre d'histoire écrit par les marins et diplomates français, Volume 1, Honoré Champion, Paris, 1976, 1180 p.
- La marine française au Mexique de 1823 à 1836, Paris, 1970
- « Le mouvement d'Indépendance du Mexique dans les textes de langue française », dans Nouvelles du Mexique no 74-75, Paris, 1973, p. 36-40
- Le rôle de la marine royale dans l'établissement des relations franco-mexicaines (1823-1827), Presses universitaires de Lille (OCLC 489905592)
- Méconnaissance, connaissance et reconnaissance de l'indépendance du Mexique par la France, Éditions Hispaniques, 1975, 132 p.
- avec Charles-V. Aubrun, « L'intervention française et l'empire de Maximilien dans le roman mexicain de 1868 à 1910. », dans le Bulletin hispanique, 1958, vol. 60, no 2, pp. 246-248, [lire en ligne], consulté le 1er juin 2012
- « L'expansion commerciale française au Mexique et les causes du conflit franco-mexicain de 1838-1839 », Bulletin Hispanique, vol. 75, nos 1-2,‎ 1973, p. 169-201 (lire en ligne)